# Auferstehungskirche (Hadrut)

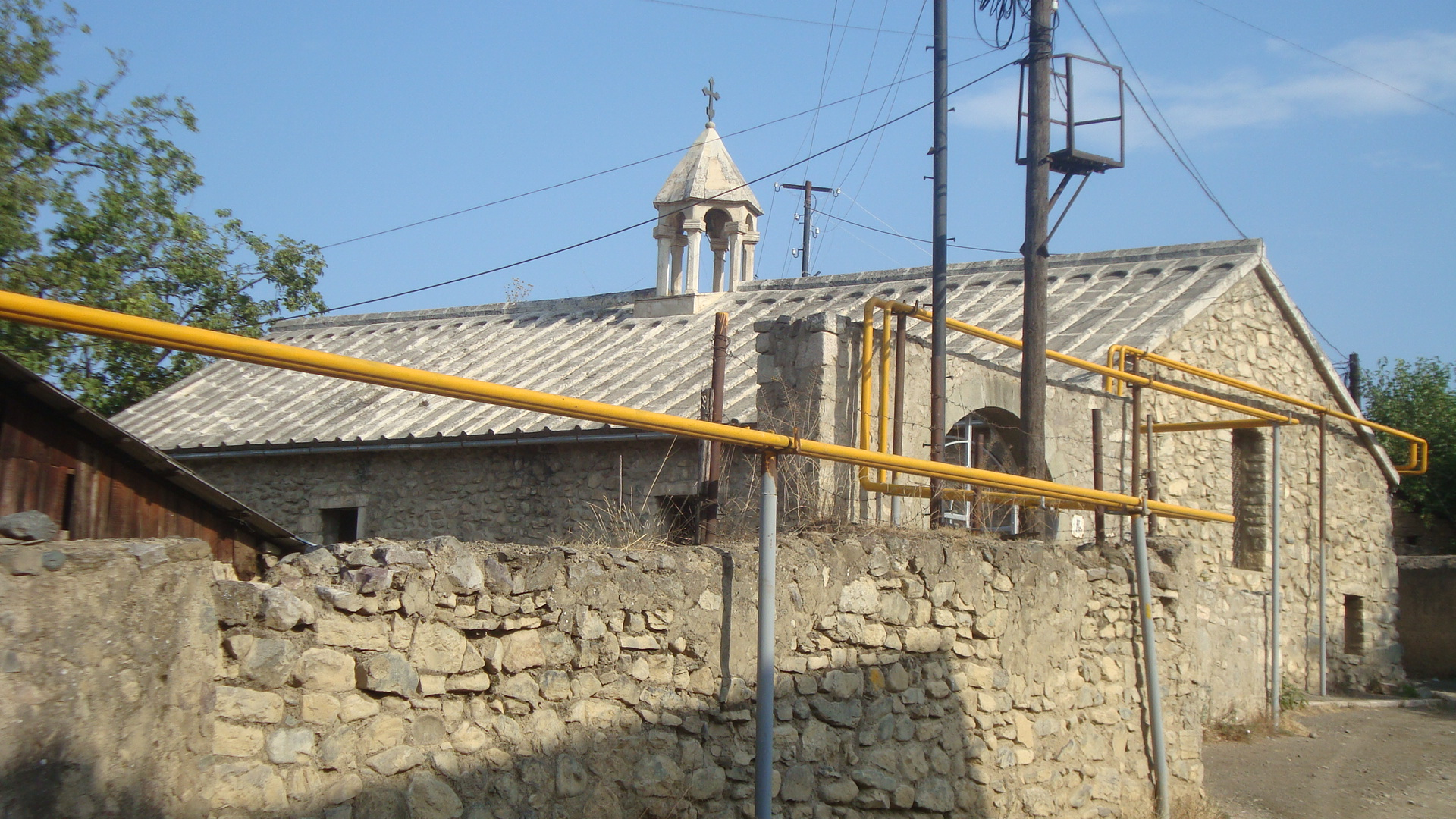
Surb Harutjun

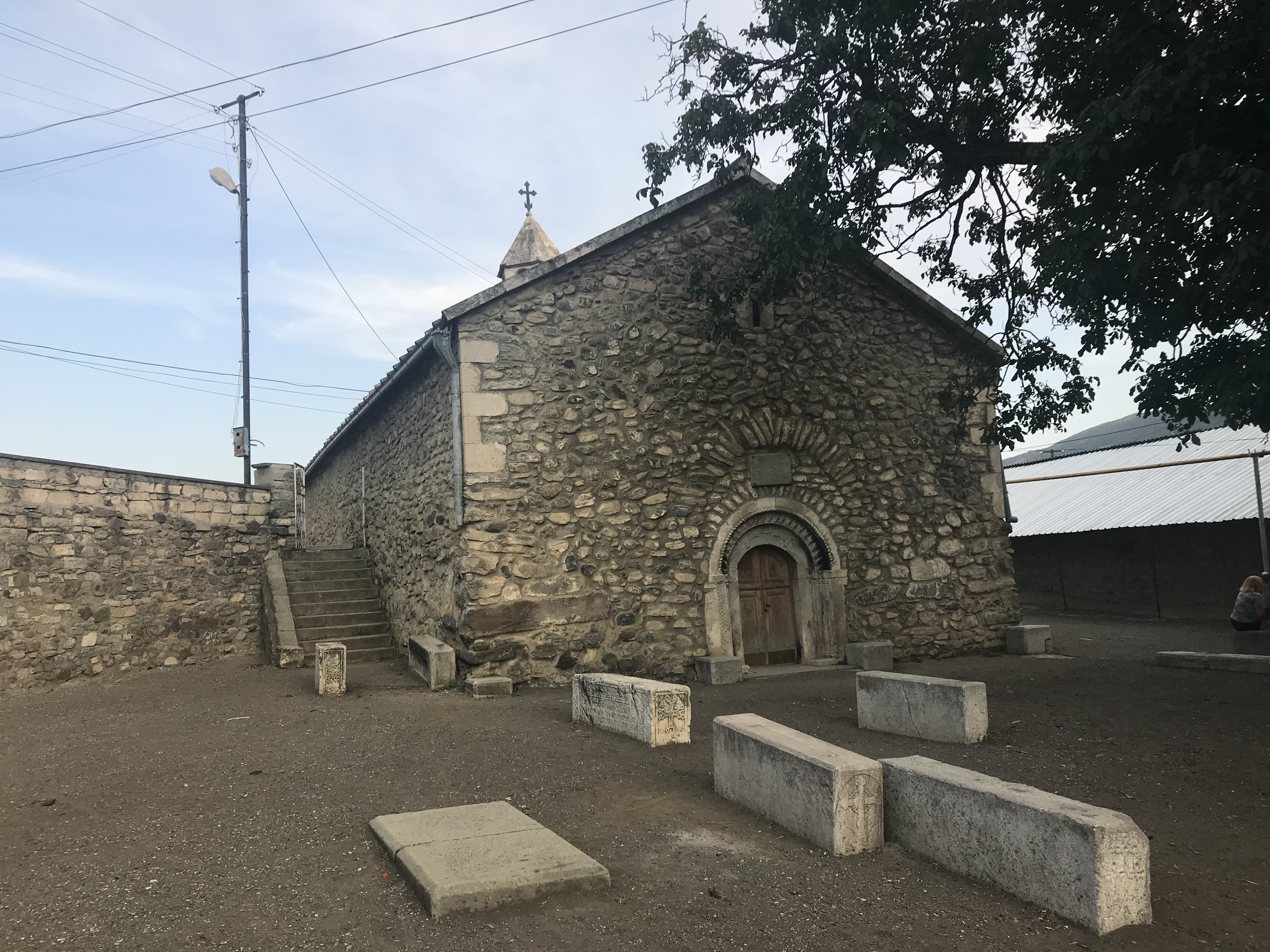
Surb Harutjun

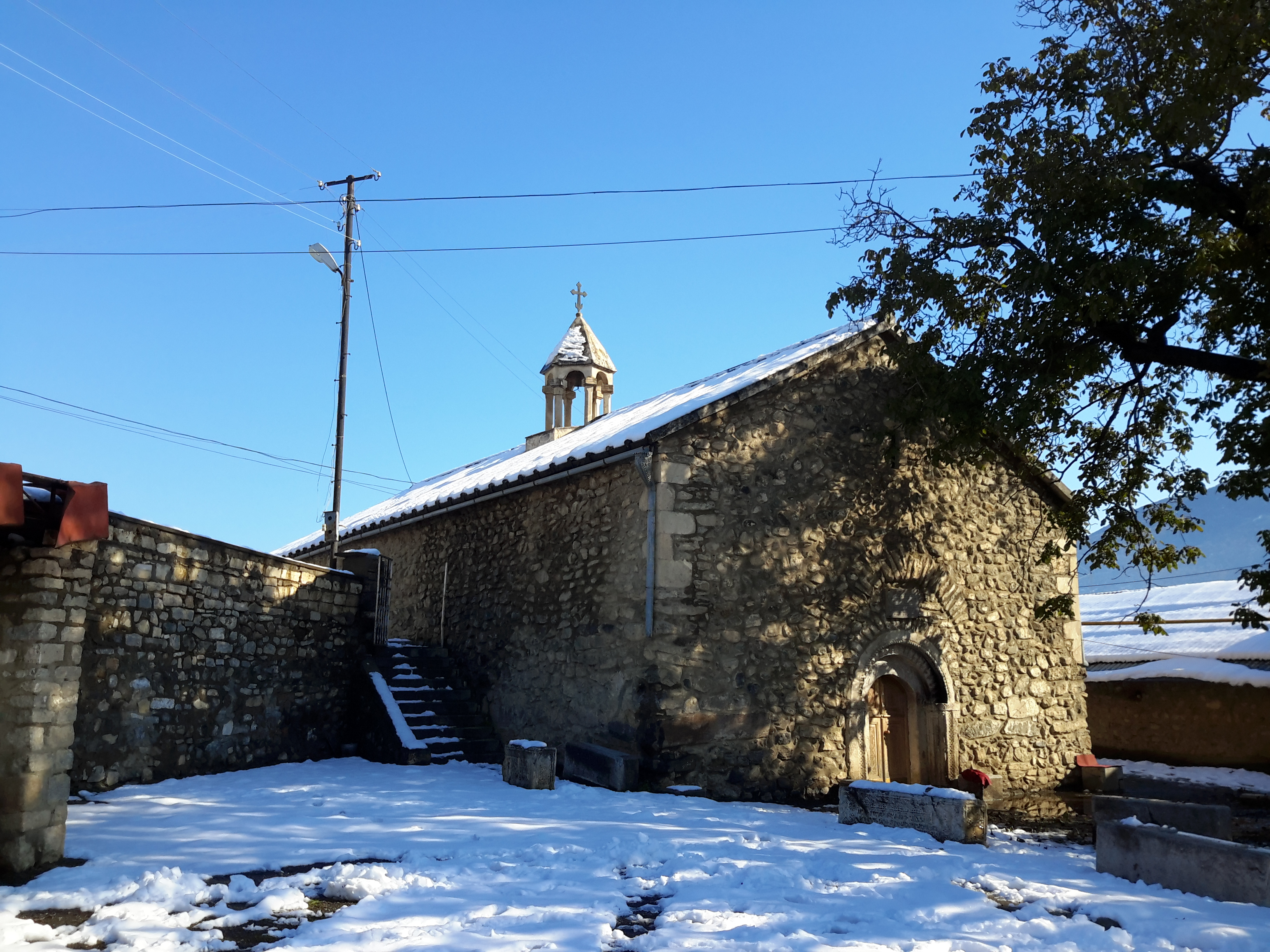
Surb Harutjun

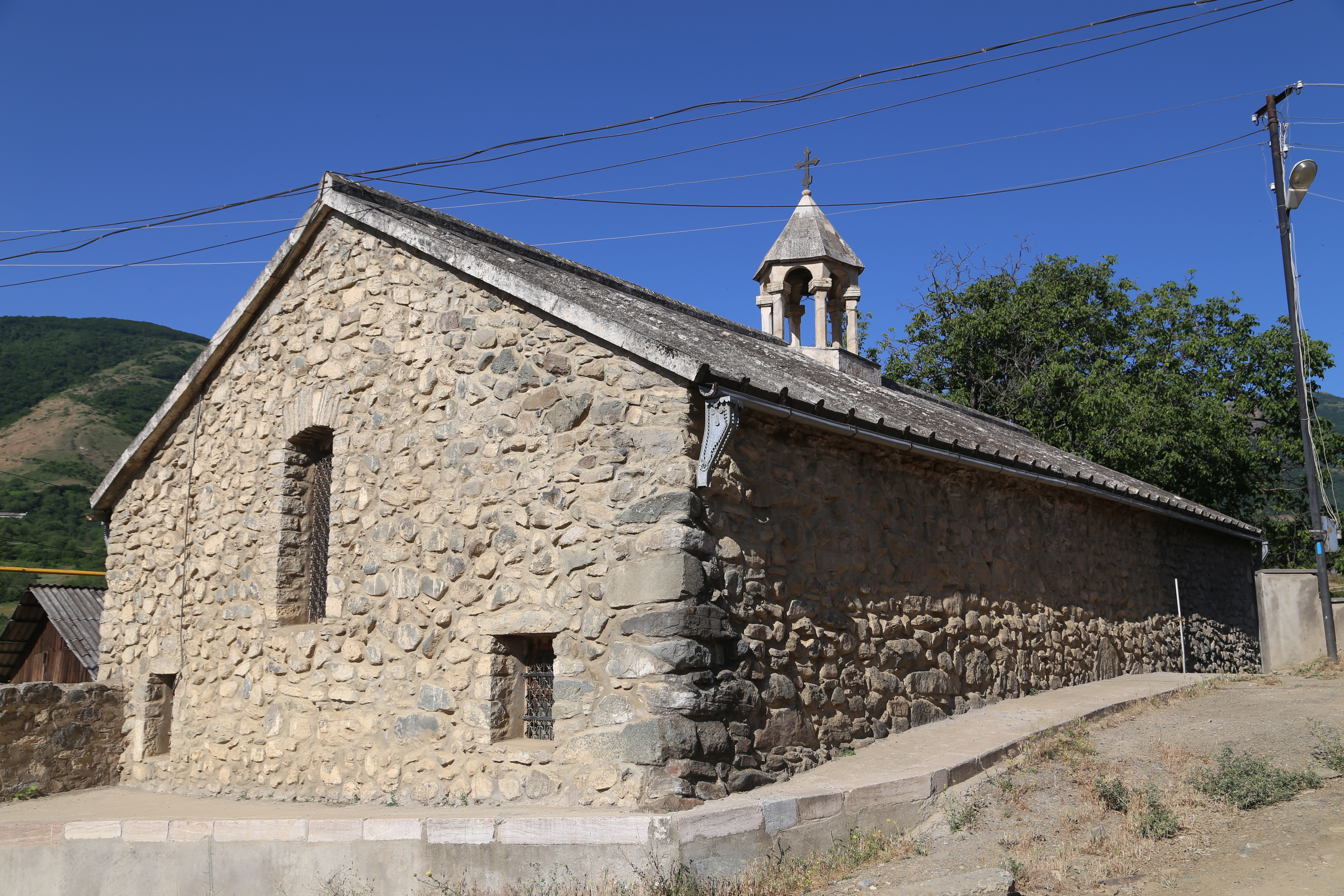
Surb Harutjun

Die Auferstehungskirche oder Surb Harutjun (armenisch Սուրբ հարություն եկեղեցի) ist eine armenische Kirche in Hadrut in Bergkarabach, die 1621 geweiht wurde. Sie gehört zum Bistum Arzach der Armenischen Apostolischen Kirche. Im Oktober 2020 wurde Hadrut von der Armee Aserbaidschans erobert und in der Folge die Kirche erheblich beschädigt.

## Standort
Die Auferstehungskirche steht im Westen Hadruts an der Westseite der Shmavon-Straße (Շմավոն փողոց) etwa 40 m östlich der Arthur-Mkrtchyan-Straße (Արթուր Մկրտչյան փողոց), von der die Shmavon-Straße rund 100 m weiter südlich in nördlicher Richtung abgeht.

## Geschichte
Die heutige Kirche von Hadrut wurde 1621 fertiggestellt und der Heiligen Auferstehung des Herrn (Surb Harutjun, Սուրբ Հարություն) geweiht.
Nach dem Ende der Sowjetunion und der Gründung der international nicht anerkannten Republik Arzach wurde das Gebäude renoviert. Im Krieg um Bergkarabach 2020 wurde Hadrut – als eine der ersten im Gebiet der ehemaligen Autonomen Oblast Bergkarabach – von Truppen Aserbaidschans erobert.
Nachdem die Stadt Hadrut am 12. Oktober 2020 vollständig unter aserbaidschanischer Kontrolle stand, wurde aus den von Aserbaidschanern in sozialen Netzwerken veröffentlichten Materialien deutlich, dass die Wände der Kirche mit Parolen beschmiert und Grabsteine auf dem Kirchhof beschädigt waren. Das Kreuz wurde vom Glockenturm der Kirche entfernt. Ende 2023 wurden konkrete Pläne des aserbaidschanischen Regimes bekannt, die Kirche in ein Museum für „albanische Kultur“ umzubauen.

## Architektur
Die in West-Ost-Richtung stehende, geostete, aus natürlichen, unregelmäßigen Steinen errichtete Auferstehungskirche in Hadrut hat einen rechteckigen Grundriss und ein schlichtes Satteldach, in dessen Mitte sich eine kleine Kuppel auf einem sechskantigen offenen Tambour mit Pyramidendach und Kreuz an der Spitze steht. Sie ist 18,35 m lang und 9,04 m breit.